# Desmatodon gemmascens
Desmatodon gemmascens là một loài Rêu trong họ Pottiaceae. Loài này được P.C. Chen mô tả khoa học đầu tiên năm 1941.